# Bernard Gauthier (cyclisme)
Pour les articles homonymes, voir Gauthier et Bernard Gauthier.
Bernard Gauthier, né le 22 septembre 1924 à Beaumont-Monteux (Drôme) et mort le 23 novembre 2018 à La Tronche, est un coureur cycliste français, qui fut professionnel de 1947 à 1961 chez Mercier, surnommé « Monsieur Bordeaux-Paris », du nom de la course dont il est le doyen des vainqueurs, avant sa mort. Seul Français à être monté deux fois sur le podium du Tour des Flandres, il a également remporté une étape du Tour de France 1948 et porté le maillot jaune pendant sept jours en 1950.
Antonin Magne, dit le « père Tonin », a été son seul directeur sportif.
Bernard Gauthier s'est reconverti comme fleuriste à Grenoble (voir Miroir du cyclisme de juin 1975).
Il est enterré à Rencurel dans le Vercors.

## Biographie

### Jeunes années
Bernard Gauthier naît le 22 septembre 1924 à Beaumont-Monteux, dans le département de la Drôme. Son père Henri, un ouvrier du bâtiment originaire de Chalon-sur-Saône, travaille alors à la construction d'un barrage dans la région. Bernard a un frère aîné, Roger, à qui sa mère Elise Favot, originaire du Vercors a donné naissance dix-huit mois plus tôt. La famille s'installe peu après à Grenoble où son père entre aux établissements Neyret-Beliet comme ajusteur. Plutôt décrit comme un mauvais élève, Bernard Gauthier quitte l'école à treize ans et commence son apprentissage dans la même entreprise, travaillant ainsi aux côtés de son père et de son frère. Il est embauché définitivement au terme de cet apprentissage.
Dans le même temps, il pratique le basket-ball au club de Saint-Martin-d'Hères, puis à l'ASPTT Grenoble. Passionné de sport, il s'essaye également au football puis au rugby, évoluant au poste de trois-quart aile. Il occupe une partie de son temps libre à la cueillette des champignons sur les hauteurs de Chamrousse qu'il vend au marché grâce à une voisine de quartier. Ces économies lui permettent d'acheter un vélo de course et au début de l'année 1941, il signe sa première licence cycliste à la Société sportive grenobloise. Ses premiers résultats sont jugés encourageants et remarqués par les suiveurs régionaux : il se classe notamment 5e du Premier Pas Dunlop, puis 3e du Grand Prix Cepeda à Brié et du Prix Emile Morel. Bernard Gauthier court également sur piste et représente notamment l'Isère au championnat de France amateur de zone non occupée de poursuite par équipes. Il remporte une américaine à Tournon-sur-Rhône, associé à René Zanta, et se classe 2e du Prix Léon Daniel à Montluçon. L'année suivante, il remporte l'épreuve d'ouverture de son club.

### Arrestation par les Allemands puis retour à la compétition
Le 11 novembre 1943, Bernard Gauthier participe avec ses amis Émile Baffert et Adrien Coureno à la manifestation patriotique contre l'Occupation allemande qui se tient à Grenoble. Il fixe même un drapeau tricolore sur le monument des Diables bleus. L'armée allemande intervient et Bernard Gauthier et ses amis figurent parmi les 600 jeunes arrêtés ce jour. Retenus pendant deux jours dans une caserne grenobloise, ils sont ensuite transférés au camp de Royallieu, près de Compiègne, où ils sont internés pendant près de trois mois. Le 11 février 1944, ils font partie d'un convoi de prisonniers qui doit être envoyé en Allemagne, mais ils parviennent à s'enfuir en sautant du train en pleine nuit dans les environs de Longuyon. Dans la confusion, les trois hommes sont séparés. Ce n'est qu'en rentrant à Grenoble, après s'être caché pendant deux jours chez un prêtre, que Bernard Gauthier retrouve Émile Baffert et Adrien Coureno. Il reprend alors son poste d'ajusteur chez Neyret-Beliet puis recommence à courir sans prendre la peine de changer d'identité. Il n'est cependant plus inquiété par les autorités allemandes jusqu'à la fin de la guerre.
Dès le début de l'année 1944, Bernard Gauthier obtient des résultats probants. Champion de l'Isère des sociétés sur route puis sur piste, il se classe 2e du Prix des cafés Vigord à Villefranche-sur-Saône derrière l'un des coureurs les plus en vue de la région, Antonin Rolland, avant de prendre sa revanche sur ce dernier en remportant le Grand Prix de Fleurie. En 1945, il se fait à nouveau remarquer en remportant des épreuves sur piste, comme le Prix André Chenouard, à Valence, puis lors du Grand Prix des Alpes, une épreuve sur route disputée sur 245 kilomètres. Il ne se classe que 12e de la course, dominée par Édouard Fachleitner, mais la presse salue son courage et sa ténacité pour avoir terminé seul l'épreuve après avoir cassé son guidon. Il se classe en suite 4e de Lyon-Saint-Étienne-Lyon. Les résultats qu'il obtient sur piste avec Émile Baffert sont si convaincants qu'ils sont envoyés à Paris à la fin de l'année 1945 par le président de la section cycliste du Football Club de Grenoble pour affronter les meilleurs amateurs parisiens au Vélodrome d'Hiver. Ils y assurent une excellente tenue et les deux hommes sont sollicités par le Vélo Club de Levallois, considéré comme le meilleur club de France.
Ils rentrent cependant à Grenoble au début de l'année 1946 et Bernard Gauthier décide de quitter son emploi d'ajusteur pour se consacrer entièrement au cyclisme en signant une licence d'aspirant professionnel. Il court alors pour la marque lyonnaise Follis et se classe 5e d'Annemasse-Bellegarde-Annemasse, puis 2e du Grand Prix de la Pédale annécienne et du Grand Prix du Dauphiné Libéré, battu à chaque fois par Georges Martin. La presse loue le talent de Bernard Gauthier mais souligne qu'il manque encore d'intelligence de course pour dominer ses adversaires. Il remporte le titre de champion régional puis se distingue sur Dijon-Lyon, une épreuve réputée lors de laquelle il s'échappe en tête de course, avant qu'une crevaison le prive de ses chances de victoires. Il se classe également 2e du Circuit du Jura, ne laissant la victoire à Adolphe Deledda qu'après une lourde chute.
Bernard Gauthier est sélectionné au dernier moment pour intégrer l'équipe Centre-Sud-Ouest sur Monaco-Paris, une épreuve par étapes courue en remplacement du Tour de France dont l'organisation n'a pu être mise sur pied. Il y prend la 13e place du classement général, puis se classe 7e de la Boucle des Alpes en deux étapes. Il conclut victorieusement sa saison en remportant la Coupe des Alpes et du Sud-est à Voiron, puis le Circuit de Tarentaise et enfin l'épreuve individuelle sur piste du Grand Prix de Grenoble au début du mois d'octobre.

### Carrière professionnelle

#### Débuts prometteurs et première participation au Tour de France (1947)
Désormais entièrement rémunéré par la firme Follis pour la saison 1947, Bernard Gauthier quitte Grenoble et signe une licence au Vélo-Club des Brotteaux, à Lyon, que fréquentent la plupart de ses coéquipiers. Son directeur sportif Roger Brissaud décide de l'inscrire sur les principales épreuves du printemps : il prend ainsi part au Critérium national puis à Paris-Roubaix, qu'il abandonne à Wattignies en compagnie d'un autre jeune coureur professionnel, Louison Bobet. Dans les semaines qui suivent, il remporte en solitaire la classique Annemasse-Bellegarde-Annemasse, puis s'impose sur le Grand Prix de Beaujeu devant Antonin Rolland. Bernard Gauthier se classe 6e du Circuit des six provinces, une épreuve réservée aux espoirs, après avoir joué le rôle d'équipier auprès de Georges Martin, deuxième de la course. Il prend ensuite la 2e place du Circuit de Savoie puis la 6e du Circuit du Ventoux, manquant d'une place lors de cette dernière épreuve sa qualification pour le championnat de France.
Bernard Gauthier est néanmoins sélectionné pour le Tour de France 1947 au sein de l'équipe du Sud-Est, dirigée par Pierre Gallien. Il manque de réussite lors des cinq premières étapes, accumulant les crevaisons et les chutes, mais se distingue dans la sixième étape vers Lyon en étant à l'origine de l'échappée victorieuse. Un problème mécanique dans les dix derniers kilomètres le contraint à s'arrêter pour réparer son vélo : il finit l'étape à la 4e place, à moins d'une minute de ses anciens compagnons d'échappée. Il subit deux lourdes chutes et se blesse au coude et à la hanche le lendemain vers Grenoble, où il accuse un retard de vingt-deux minutes sur Jean Robic, puis il perd 1 h 10 dans la huitième étape vers Briançon. Il pointe alors au 38e rang du classement général, bien loin du maillot jaune italien Aldo Ronconi. Bernard Gauthier perd de nouveau deux places après l'étape de Digne, qu'il termine à cinquante minutes de René Vietto, puis une autre vers Nice le lendemain, au terme d'une étape au cours de laquelle il perd conscience pendant quelques instants après une chute au ravitaillement. Relégué à plus de trois heures de René Vietto au classement général mais soutenu par ses coéquipiers, il décide de continuer. Septième à l'arrivée de la douzième étape à Montpellier, il franchit les Pyrénées sans encombre et reprend peu à peu du temps, se classant notamment 5e aux Sables-d'Olonne et surtout 2e de la dernière étape à Paris. Bernard Gauthier termine finalement son premier Tour de France à la 22e place du classement général.
Son expérience du Tour lui profite et il remporte ensuite Bourg-Genève-Bourg avant de se classer 2e de Grenoble-Turin-Grenoble, une épreuve par étapes au cours de laquelle il est remarqué par Antonin Magne, ancien vainqueur du Tour de France et directeur de la formation Mercier. Vainqueur du Circuit Lyonnais, il est retenu pour le Grand Prix des Nations, une épreuve contre-la-montre de grande renommée dont il se classe 6e après avoir pris un départ prudent.

#### Victoire d'étape sur le Tour et premiers résultats sur les classiques (1948-1950)
L'année 1948 est celle du changement pour Bernard Gauthier qui rejoint l'équipe Mercier et s'installe de nouveau à Grenoble, où il signe une licence à la Pédale sportive grenobloise.  Il obtient la 8e place de Milan-San Remo mais joue de malchance sur Paris-Roubaix : percuté par une voiture, il est sérieusement blessé au bras droit et doit observer une période de repos d'un mois. Pour son retour, il se classe 2e du Circuit de Savoie derrière Pierre Molineris, puis prend part à des échappées sur Paris-Valenciennes et les Boucles de la Seine, sans toutefois y obtenir un résultat notable. Il est de nouveau sélectionné au sein de l'équipe Sud-Est pour le Tour de France 1948, dirigée cette fois par Marius Guiramand. Intenable lors de la première étape, Bernard Gauthier figure dans l'échappée victorieuse qui permet à Gino Bartali de revêtir le premier maillot jaune de l'épreuve à Rouen. Il fait preuve de régularité lors des premiers jours de course et se distingue particulièrement sur la septième étape entre Biarritz et Lourdes. Seul en tête au col d'Aubisque, il est retardé par une crevaison et doit se contenter de la 4e place, à moins d'une minute des hommes de tête. En difficulté au cours de l'étape entre San Remo et Cannes, il se classe néanmoins 15e de l'étape dantesque entre Briançon et Aix-les-Bains, qui voit l'abandon de nombreux coureurs dont des grimpeurs renommés. Sa forme s'améliore au fil des jours : il se classe 3e à Metz puis remporte la 20e et avant-dernière étape à Roubaix, réglant au sprint ses compagnons d'échappée, Édouard Klabinski et Stan Ockers.
Offensif sur le Critérium national, première grande épreuve de la saison 1949, Bernard Gauthier ne s'y classe que 11e. De nouveau échappé sur Paris-Roubaix, il y joue longtemps les premiers rôles mais une crevaison suivie d'une fringale le repoussent loin à l'arrivée. Seulement 13e de Paris-Bruxelles, il obtient alors la 2e place de Paris-Montceau-les-Mines puis des Boucles de la Seine, mais déçoit de nouveau sur le Critérium du Dauphiné libéré qu'il abandonne dans la descente du mont Ventoux. Georges Cuvelier, le nouveau sélectionneur de l'équipe de France, qui le considère comme l'un des meilleurs routiers de sa génération, lui apporte sa confiance malgré des résultats moyens et l'intègre à son groupe pour le Tour de France. Bernard Gauthier se montre un équipier précieux pour Louison Bobet, accablé par la malchance lors des premières étapes. Jouant également sa carte personnelle, il prend la 2e place de l'étape à Saint-Malo derrière le Suisse Ferdi Kübler. Malgré la victoire de Guy Lapébie à Bordeaux, l'ambiance au sein de l'équipe de France est délétère car ses deux fers de lance, Louison Bobet et René Vietto, sont tous les deux souffrants. Dans la dixième étape, au départ de Saint-Sébastien, Bernard Gauthier place une attaque qu'aucun des membres de l'équipe de France ne peut suivre, au contraire de leurs rivaux Fiorenzo Magni et Édouard Fachleitner. Quelques kilomètres plus loin, Georges Cuvelier se porte à la hauteur de son coureur et lui demande de se retirer. Il lui reproche vertement cette attaque ayant mis à mal l'ensemble de l'équipe. Désabusé, Bernard Gauthier perd le contact et arrive à Pau après la fermeture du contrôle, en compagnie de son coéquipier Camille Danguillaume. Outre ces deux éliminations, l'équipe de France perd Louison Bobet, Maurice Diot et Guy Lapébie sur abandon au cours de cette étape et Bernard Gauthier est alors désigné par de nombreux suiveurs comme « l'assassin de l'équipe de France ». Il garde pour autant la confiance d'Antonin Magne qui le conserve au sein de la formation Mercier pour la saison suivante.
En janvier 1950, Bernard Gauthier se fracture la jambe droite lors d'une descente à skis sur la piste de Chamrousse. Il reprend toutefois l'entraînement un peu plus d'un mois plus tard et fait son retour à la compétition au début du mois d'avril, au Grand Prix de Vals-les-Bains. Il obtient plusieurs places d'honneur et se distingue sur Paris-Saint-Étienne en enlevant la première étape, avant de perdre la tête du classement général le lendemain, victime d'une défaillance après avoir attaqué à plusieurs reprises, pour finalement se classer 10e. Troisième de Paris-Valenciennes, il prend également la 2e place des Boucles de la Seine derrière son coéquipier Maurice Diot. Bien qu'apparemment plus fort, Bernard Gauthier doit lui laisser la victoire après une chute à l'entrée du vélodrome Buffalo où est jugée l'arrivée. Ces podiums en font l'un des coureurs les plus en forme du moment mais malgré la nomination d'un nouvel homme à la tête de l'équipe de France en la personne de Jean Bidot, Bernard Gauthier n'est pas sélectionné et doit donc disputer le Tour 1950 au sein de l'équipe Sud-est, toujours sous la conduite de Marius Guiramand. Régulièrement placé, il s'empare du maillot jaune au soir de la troisième étape à Lille en arrivant au sein de l'échappée. Il le perd à l'issue de la sixième étape contre-la-montre à Saint-Brieuc mais le regagne aussitôt le lendemain en se mêlant à l'échappée victorieuse vers Angers, bien aidé par ses coéquipiers Pierre Brambilla et Robert Castelin. Bernard Gauthier conserve sa tunique pendant quatre jours supplémentaires, avant de s'effondrer dans la onzième étape entre Pau et Saint-Gaudens, à travers les cols pyrénéens. Il achève finalement ce Tour au 17e rang du classement général.

#### Victoire sur Bordeaux-Paris et mise à l'écart de l'équipe de France (1951-1953)
Bernard Gauthier participe à plusieurs épreuves en Afrique du Nord au début de la saison 1951 pour peaufiner sa condition. Il brille sur le Tour des Flandres, qu'il dispute à titre individuel à la suite d'un différend financier qui l'oppose à son directeur, Antonin Magne, et se classe 2e derrière Fiorenzo Magni, dans des conditions météorologiques effroyables. Dans Paris-Bruxelles, il s'échappe en solitaire à 40 kilomètres de l'arrivée mais à bout de forces, il voit son coéquipier Jean Guéguen le dépasser juste avant la ligne d'arrivée.
Fin mai, il prend pour la première fois le départ de la classique Bordeaux-Paris. Magne, convaincu des chances de victoire de son coureur, lui associe Hugo Lorenzetti, considéré alors comme le meilleur entraîneur possible de par sa large carrure qui assure un abri de choix au coureur qui le suit. Lors de la traversée d'Orléans, Maurice Diot et Robert Desbats, deux autres coureurs de Mercier, attaquent tour à tour, puis c'est le tenant du titre néerlandais Wim Van Est qui passe à l'offensive tandis que Bernard Gauthier, bien calé dans la roue de son entraîneur, ne change pas de rythme. Augmentant peu à peu sa vitesse, il reprend chacun des coureurs qui le précèdent au fil des kilomètres et se retrouve seul en tête dans la traversée d'Étampes. Ses concurrents ne sont pas en mesure de suivre le rythme qu'il impose et Bernard Gauthier arrive largement détaché sur la piste du Parc des Princes, remportant ainsi la plus belle victoire de sa jeune carrière.
Sélectionné au sein de l'équipe de France pour le Tour 1951. Il y prend une anecdotique 26e place finale mais se comporte tout au long de l'épreuve en parfait équipier, venant tour à tour en aide aux différents leaders de son équipe.
Au début de la saison 1952, Bernard Gauthier apparaît régulièrement aux premières places sur les courses auxquelles il participe. Vainqueur du Grand Prix de l'Écho d'Alger puis troisième du Critérium national derrière Louison Bobet et Robert Varnajo, il se met au service de Rik Van Steenbergen sur Paris-Roubaix pour l'aider à revenir sur l'homme en tête de la course, Fausto Coppi. À l'arrivée sur le vélodrome, le coureur belge s'impose tandis que Bernard Gauthier se classe 8e. Il remporte ensuite le Tour du Sud-Est, en distançant le coureur local Esprit Maria dans la dernière étape et se voit de nouveau sélectionné en équipe de France pour le Tour 1952. Marcel Bidot a remplacé son frère Jean à la tête de l'équipe mais le rôle de Gauthier ne change pas : excellent équipier, il se met au service de ses partenaires et notamment de son ami Nello Lauredi, maillot jaune pendant quatre jours au début de l'épreuve. Les deux hommes franchissent d'ailleurs ensemble la ligne d'arrivée de la troisième étape à Rouen, Gauthier laissant la victoire et la place de leader à Lauredi.
Coureur de valeur sûre, Bernard Gauthier obtient de nouveaux résultats probants en 1953. Il favorise la victoire de son coéquipier Robert Desbats sur le Critérium national, dans une échappée à trois avec Jacques Dupont, prend la troisième place du Tour des Flandres puis remporte le Grand Prix du Pneumatique. Sélectionné pour la troisième année consécutive en équipe de France sur le Tour, il se met au service de Louison Bobet dès la première étape, attendant ce dernier après une crevaison. Dans la troisième étape, il se glisse dans l'échappée qui se disputera la victoire mais casse le cadre de son vélo. Aucune voiture de l'équipe de France n'ayant suivi l'échappée, il est contraint d'attendre de longues minutes au bord de la route avant d'être dépanné. Il se sacrifie une nouvelle fois dans la huitième étape, tout comme Raoul Rémy, pour ramener sur la tête de course son coéquipier Antonin Rolland, victime d'une crevaison. Les deux hommes franchissent quant à eux la ligne d'arrivée à Bordeaux en dernier, exténués. Le lendemain, la presse publie un article dans lequel Bernard Gauthier décrit le travail d'équipier comme une « tâche inhumaine », en y associant une photographie le montrant allongé dans l'herbe, les bras repliés sous la tête, avec la légende « Bernard Gauthier, le gréviste du Tour ». La photographie avait pourtant été prise plus tôt en début d'étape, alors que celui-ci attendait que sa roue soit réparée. Cet évènement provoque la colère de Marcel Bidot, directeur de l'équipe de France, qui gardera une certaine rancœur envers le coureur en le sélectionnant pas sur le Tour l'année suivante.

#### Deuxième succès dans Bordeaux-Paris (1954-1955)
Au début de l'année 1954, Bernard Gauthier se classe 2e du Grand Prix de l'Écho d'Alger derrière Raoul Rémy puis remporte le Grand Prix Catox à Marseille avant de prendre part au triplé des coureurs de la formation Mercier sur le Critérium national en se classant 3e derrière Roger Hassenforder et Raoul Rémy. Plus discret lors des épreuves suivantes, il renoue avec le succès sur le Critérium du Dauphiné libéré en gagnant en solitaire la première étape. Cette victoire sonne comme une revanche pour le coureur qui vient en effet d'écoper d'une suspension d'un mois pour voie de fait à l'encontre d'un commissaire de course lors de la dernière étape du Tour du Sud-Est. Cette sanction, après l'appel de Bernard Gauthier, ne sera exécutée qu'en novembre, ce qui ne sera finalement d'aucun préjudice pour lui sur le plan sportif. Il remporte un autre succès sur la dernière étape du Dauphiné en battant au sprint René Rotta, tandis que la victoire finale sur l'épreuve revient à son coéquipier et ami Nello Lauredi. Malgré ses bons résultats, Marcel Bidot l'écarte de l'équipe de France pour le Tour 1954 et Bernard Gauthier, vexé, décide de ne pas y participer au sein d'une autre équipe. Il court le Tour de l'Ouest, dont il se classe 5e, puis participe au championnat du monde, disputé cette année-là à Solingen, sans peser sur la course.
Il fait alors de Bordeaux-Paris, désormais couru en septembre et non plus en mai ou juin, son dernier objectif de la saison. Une nouvelle fois associé à Hugo Lorenzetti, il est victime d'une chute à la sortie d'Artenay, percuté par l'Italien Bruno Monti. Blessé à l'épaule et sur tout le côté droit, il reprend néanmoins la course sur un nouveau vélo et reprend un à un les coureurs qui le précèdent. Il se détache à la sortie d'Étampes et s'impose pour la deuxième fois dans l'épreuve, bien qu'épuisé par les efforts consentis.
Souvent brillant sur les premières courses de l'année, Bernard Gauthier ne déroge pas à la règle lors de la saison 1955. Cinquième de Gênes-Nice, il remporte la deuxième étape de Paris-Nice à Saint-Étienne et termine 3e au classement général, son meilleur résultat dans l'épreuve. Il se classe ensuite 2e de Milan-San Remo, seulement battu par le Belge Germain Derycke et ce malgré le retour de son coéquipier Jean Bobet. Il maintient sa forme sur les classiques en prenant la 3e place du Critérium national, la 8e sur Paris-Roubaix puis la 4e sur le Tour des Flandres après avoir lancé le sprint victorieux de son coéquipier Louison Bobet. Ce dernier fait d'ailleurs pression sur Marcel Bidot pour appuyer la sélection de Bernard Gauthier sur le Tour de France. Entre-temps, Gauthier remporte deux nouveaux succès sur une étape des Trois Jours d'Anvers puis sur le Critérium du Dauphiné libéré.

#### Titre national et troisième succès dans Bordeaux-Paris (1956)
La campagne de classiques au printemps 1956 démontre une nouvelle fois l'importance de Bernard Gauthier au sein de la formation Mercier. Sur Paris-Roubaix, il place une attaque décisive à 25 kilomètres de l'arrivée qui permet à six coureurs, dont trois Mercier, de se disputer la victoire. Il se dépense sans compter et multiplie les attaques pour émousser Rik Van Steenbergen, le grand favori de l'épreuve et principal adversaire de son équipe. Ce dernier doit produire un violent effort pour reprendre Gauthier à l'entrée du vélodrome et n'a plus les forces nécessaires pour disputer le sprint. Louison Bobet et Alfred De Bruyne, les deux coéquipiers de Bernard Gauthier, prennent les deux premières places, tandis qu'il se classe 5e, parachevant la réussite de son équipe. Sa 2e place dans Paris-Bruxelles derrière Rik Van Looy prouve sa bonne condition et il décide de peu courir ensuite pour préparer au mieux son troisième Bordeaux-Paris, qui se dispute cette fois entièrement derrière derny. À cause de ses deux précédentes victoires, Bernard Gauthier est l'homme à battre pour ses adversaires et personne ne vient l'aider à rouler derrière le jeune Jean-Claude Skerl, premier attaquant de la journée, qui prend rapidement une vingtaine de minutes d'avance. La course d'équipe prend alors tout son sens avec l'attaque d'un coureur de Mercier, Albert Bouvet, qui oblige les autres concurrents à se lancer à sa poursuite. Bernard Gauthier produit son effort à la sortie de Vendôme et remonte un à un ses adversaires jusqu'à rejoindre Skerl après un peu plus d'une heure de poursuite. La victoire ne lui échappe pas et il remporte son troisième Bordeaux-Paris, égalant ainsi le record de Gaston Rivierre et Georges Ronsse.
Malgré le soutien du public, qui le place en cinquième position d'un sondage lancé par Le Miroir des sports visant à désigner les coureurs qui devraient composer l'équipe de France pour le Tour, Bernard Gauthier n'est pas retenu dans la sélection de Marcel Bidot, qui pense que les efforts consentis dans la préparation et la course de Bordeaux-Paris ne lui permettraient pas d'avoir l'énergie nécessaire pour disputer la Grande boucle. Vexé, le coureur souhaite apporter une réponse cinglante au sélectionneur à l'occasion du championnat de France à Montlhéry, une épreuve qui ne lui a pourtant jamais réussi. Et il le fait de fort belle manière : suivant les conseils de l'ancien coureur Sauveur Ducazeaux, qui l'héberge quand il séjourne en région parisienne, Bernard Gauthier attaque dans l'avant-dernier tour pour rejoindre un groupe de coureurs lancé à la poursuite de Jacques Dupont. Dans le dernier tour, il démarre à nouveau pour revenir sur l'homme de tête alors que seul Joseph Morvan est en mesure de le suivre. Ses attaques répétées dans la dernière ascension de la côte Lapize ont raison de Morvan et Bernard Gauthier franchit la ligne d'arrivée en solitaire, remportant ainsi le titre de champion de France.

#### De «Monsieur Bordeaux-Paris» à la fin de carrière
Bernard Gauthier ne signe aucun résultat notable au début de la saison 1957 et les journalistes sont nombreux à douter de ses chances de succès de Bordeaux-Paris, dont il a fait une nouvelle fois son principal objectif. La concurrence est d'autant plus rude sur cette édition, en la personne d'André Darrigade notamment, qui multiplie les démarrages, obligeant Bernard Gauthier à produire un violent effort pour rester dans son sillage. Atteint de crampe à la sortie de Chartres, Darrigade est distancé tandis que Gauthier produit son effort. Seul François Mahé semble encore en mesure de l'inquiéter, roulant à une centaine de mètres derrière lui pendant de nombreux kilomètres avant de céder. Avec cette deuxième victoire consécutive, la quatrième au total, Bernard Gauthier devient le seul détenteur du record de victoires dans Bordeaux-Paris. 
La jaunisse puis une fracture de la clavicule lors d'une course sur la piste du Vélodrome d'hiver perturbent sa préparation au début de l'année 1958. Il doit renoncer à Bordeaux-Paris mais se montre néanmoins performant dès son retour au sein du peloton puisqu'il remporte le Tour du Sud-Est au début du mois de mai, en partie grâce au travail de ses coéquipiers René Privat et Francis Pipelin qui l'accompagnent dans l'ascension du mont Ventoux lors de la dernière étape et lui permettent de limiter sa perte de temps face aux meilleurs grimpeurs de l'épreuve. Il se classe également 8e du Tour de l'Ouest puis en fin de saison, il s'aligne aux Six Jours de Paris, organisés pour la dernière fois au Vél d'Hiv avant la démolition de l'enceinte. Associé à Serge Blusson et Henri Andrieux, il s'y classe 6e, non sans avoir démontré ses qualités d'endurance.
En 1959, Bernard Gauthier se distingue lors des Boucles de la Seine en attaquant à plusieurs reprises, mais son manque de rapidité au sprint ne lui permet d'obtenir que la 7e place dans l'emballage final. Il retrouve les routes du Tour de France, pour la première fois depuis quatre ans, au sein de l'équipe Centre-Midi dirigée par Adolphe Deledda. Dans la troisième étape vers Roubaix, il est le mieux placé au classement général parmi les dix coureurs présents dans l'échappée qui se dispute la victoire. Il doit cependant laisser le maillot jaune à Robert Cazala, vainqueur de l'étape, par le jeu des bonifications. De nouveau à l'attaque dans la dixième étape vers Bagnères-de-Bigorre, il est distancé par les hommes de tête dans l'ascension du col du Tourmalet et malgré les sept minutes qu'il concède à l'arrivée, il pointe encore au 6e rang du classement général. Bernard Gauthier ne peut maintenir sa forme et recule les jours suivants, avant d'arriver hors délai dans la treizième étape entre Albi et Aurillac, ce qui entraîne son élimination. 
Bernard Gauthier revient sur le Tour l'année suivante, engagé dans l'équipe Est-Sud-Est, et termine cette fois l'épreuve au 79e rang. Il poursuit son travail d'équipier mais ses meilleures années sont derrière lui et il n'obtient aucun résultat notable lors de ses deux dernières années de compétition. À la fin de l'année 1961, alors qu'il souhaite prolonger son contrat et disputer une nouvelle fois Bordeaux-Paris l'année suivante, son directeur sportif Antonin Magne le convainc de se retirer des pelotons professionnels. Bernard Gauthier prend alors la succession de Pierre Brambilla à la tête de la formation Libéria-Grammont-Wolber, un poste qu'il occupe pendant une saison. L'année suivante, il installe un magasin de fleurs à son nom à Grenoble.

## Palmarès
- 1944
  - Grand Prix du Cru Fleurie
- 1946
  - Championnat du Dauphiné-Savoie
- 1947
  - Annemasse-Bellegarde-Annemasse
  - Bourg-Genève-Bourg
  - Circuit Lyonnais
  - 2e de Grenoble-Turin
  - 2e du Tour de Haute-Savoie
- 1948
  - 20e étape du Tour de France
  - 2e du Tour de Haute-Savoie
  - 8e de Milan-San Remo
- 1949
  - 2e des Boucles de la Seine
  - 2e de Paris-Montceau-les-Mines
- 1950
  - 1re étape de Paris-Saint-Étienne
  - 2e des Boucles de la Seine
  - 2e de la Coupe Marcel Vergeat
  - 3e de Paris-Valenciennes
- 1951
  - Bordeaux-Paris
  - 2e de Paris-Bruxelles
  - 2e du Tour des Flandres
  - 3e de la Coupe Marcel Vergeat
  - 7e de Paris-Roubaix
  - 8e du Challenge Desgrange-Colombo
- 1952
  - Tour du Sud-Est :
    - Classement général
    - 1re étape

  - Grand Prix de l'Écho d'Alger
  - 3e du Critérium national
  - 3e du championnat de France sur route
- 1953
  - Grand Prix du Pneumatique
  - 3e du Tour des Flandres
- 1954
  - Bordeaux-Paris
  - 1re et 8e étapes du Critérium du Dauphiné libéré
  - Grand Prix Catox
  - 2e du Grand Prix de l'Écho d'Alger
  - 3e du Critérium national
  - 3e du Tour de Campanie
  - 3e du Tour du Loiret
- 1955
  - 2e étape de Paris-Nice
  - 3eb étape des Trois Jours d'Anvers
  - 8e étape du Critérium du Dauphiné libéré
  - 2e de Milan-San Remo
  - 3e de Paris-Nice
  - 3e du Critérium national
  - 4e du Tour des Flandres
  - 8e de Paris-Roubaix
- 1956
  -  Champion de France sur route
  - Bordeaux-Paris
  - Critérium des As
  - Challenge Sedis
  - 4e étape de Rome-Naples-Rome
  - 2e de Paris-Ézy
  - 2e de Paris-Bruxelles
  - 3e du Grand Prix de l'Écho d'Alger
  - 5e de Paris-Roubaix
- 1957
  - Bordeaux-Paris
- 1958
  - Tour du Sud-Est
- 1961
  - 3e de Nantes-Les Sables-d'Olonne

## Résultats sur les grands tours

### Tour de France
10 participations
- 1947 : 22e
- 1948 : 24e, vainqueur de la 20e étape
- 1949 : éliminé à la 10e étape
- 1950 : 17e,  maillot jaune pendant 7 jours
- 1951 : 26e
- 1952 : 63e
- 1953 : 75e
- 1955 : 46e
- 1959 : abandon (13e étape)
- 1960 : 79e